# Miss Europa (film)
Miss Europa (Prix de Beauté) è un film del 1930 diretto da Augusto Genina.
La pellicola ha come protagonista Louise Brooks.

## Trama
Dopo esser stata eletta Miss Europa, la giovane dattilografa Lucienne respinge la corte del principe Grabovsky per tornare dal fidanzato André, il quale, ossessionato dalla gelosia, vorrebbe cancellare ogni ricordo della breve avventura di lei nel bel mondo. Un giorno il principe si ripresenta da Lucienne per proporle di diventare un’attrice cinematografica; la ragazza accetta e abbandona André, che incapace di tollerarne la lontananza come pure di concederle qualsiasi libertà, finirà col commettere un  gesto criminale, uccidendola.

## Produzione
Scritto da René Clair e Georg Wilhelm Pabst, il film avrebbe dovuto esser girato da uno di questi registi, che però rinunciarono per seguire altri impegni. Iniziato nel 1929 come film muto, verso la metà delle riprese Miss Europa fu completato con sequenze parlate in inglese, francese, tedesco e italiano, divenendo così uno dei primi esempi di doppiaggio cinematografico.